# Hohen Pritz
Hohen Pritz is een gemeente in de Duitse deelstaat Mecklenburg-Voor-Pommeren, en maakt deel uit van het Landkreis Ludwigslust-Parchim.
Hohen Pritz telt 357 inwoners.